# Torre del Marzocco

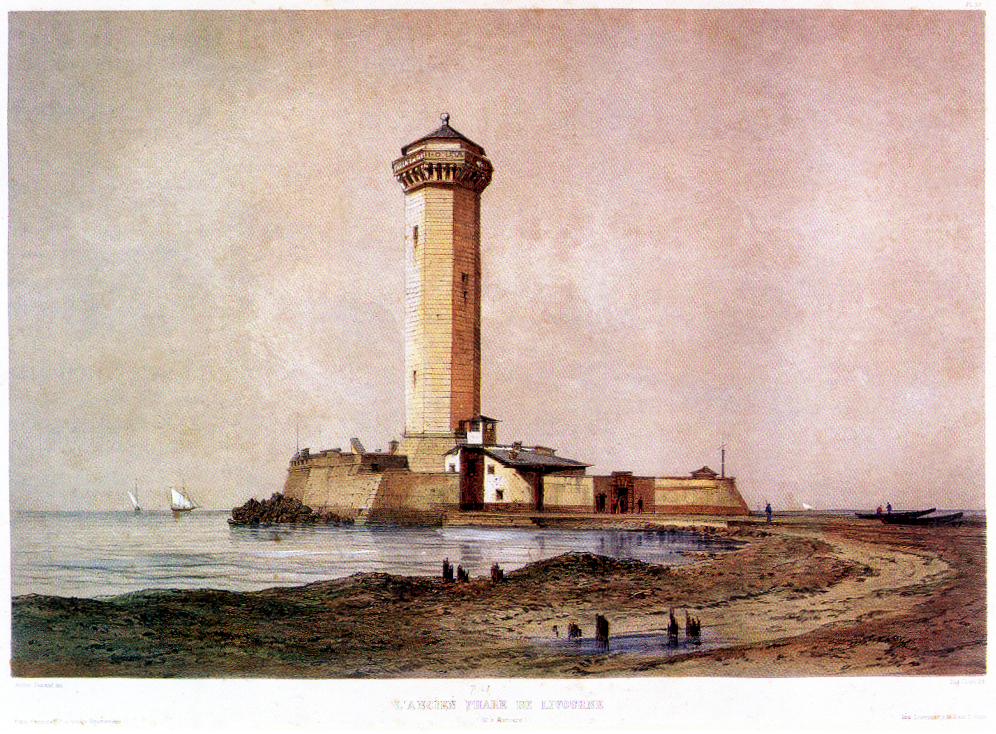
La Torre del Marzocco nel XIX secolo

La Torre del Marzocco è un'antica torre d'avvistamento risalente al XV secolo e che si innalza a Livorno, all'interno delle aree portuali situate a nord della città.
Essa deve il suo nome alla presenza del "marzocco", il leone rampante simbolo della Repubblica di Firenze; il leone, raffigurato in una banderuola bronzea posta alla sommità della cuspide, andò perduto in mare nel 1737, quando fu rovinosamente colpito da un fulmine.
Odoardo Warren a metà del Settecento, nella sua relazione delle fortificazioni toscane, la definisce la più bella torre delle coste italiane.

## Storia
In epoca medievale l'area del Marzocco era parte di Porto Pisano, lo scalo portuale della Repubblica di Pisa, attivo sin dall'epoca romana (Sinus pisanus).
Decaduta Pisa e con essa il suo porto, nel 1421 la Repubblica di Firenze ottenne il pieno controllo sul castello di Livorno, il piccolo villaggio situato in una cala a sud di Porto Pisano.
La torre del Marzocco rappresenta la prima grande opera realizzata dal governo fiorentino a Livorno e fu costruita sulle rovine della Vermiglia; alcuni ne attestano la costruzione attorno alla metà del XV secolo, mentre per altri fu edificata a partire dal 1423, sulle rovine di una torre d'epoca pisana.
Ancora più incerto è il nome del progettista: in passato è stato caldeggiato il nome di Filippo Brunelleschi, ma persino l'attribuzione più comune a Lorenzo Ghiberti è stata recentemente messa in discussione.
Negli ultimi anni è stata avanzata la suggestiva ipotesi che il disegno della torre sia opera di Leon Battista Alberti, uno dei massimi architetti del Rinascimento, che potrebbe aver lavorato alla torre labronica tra il 1457 ed il 1464.
La critica ha osservato per la Torre del Marzocco una possibile ispirazione dalla celebre torre dei Venti di Atene, un edificio a pianta ottagonale dell'antica Grecia caratterizzato da immagini in rilievo delle divinità corrispondenti agli otto venti, ben descritto anche nelle fonti più antiche. Questa affinità testimonierebbe quindi l'elevato grado di cultura del progettista, profondo conoscitore della cultura ellenica e probabilmente tra i maggiori architetti dell'epoca. Una differenza tuttavia, che rappresenta anche un miglioramento tecnico, è che la torre livornese ha gli spigoli corrispondenti ai venti, mentre quella greca ha le facciate corrispondenti ai venti.
Successivamente, nel 1535, il duca Alessandro de' Medici fece costruire un fortilizio alla base del Marzocco per sistemarvi l'artiglieria.
La torre, restaurata dopo il 1737 quando un fulmine ne danneggiò la sommità, nei primi decenni del Novecento è stata inglobata nelle crescenti strutture del porto labronico.

## Descrizione

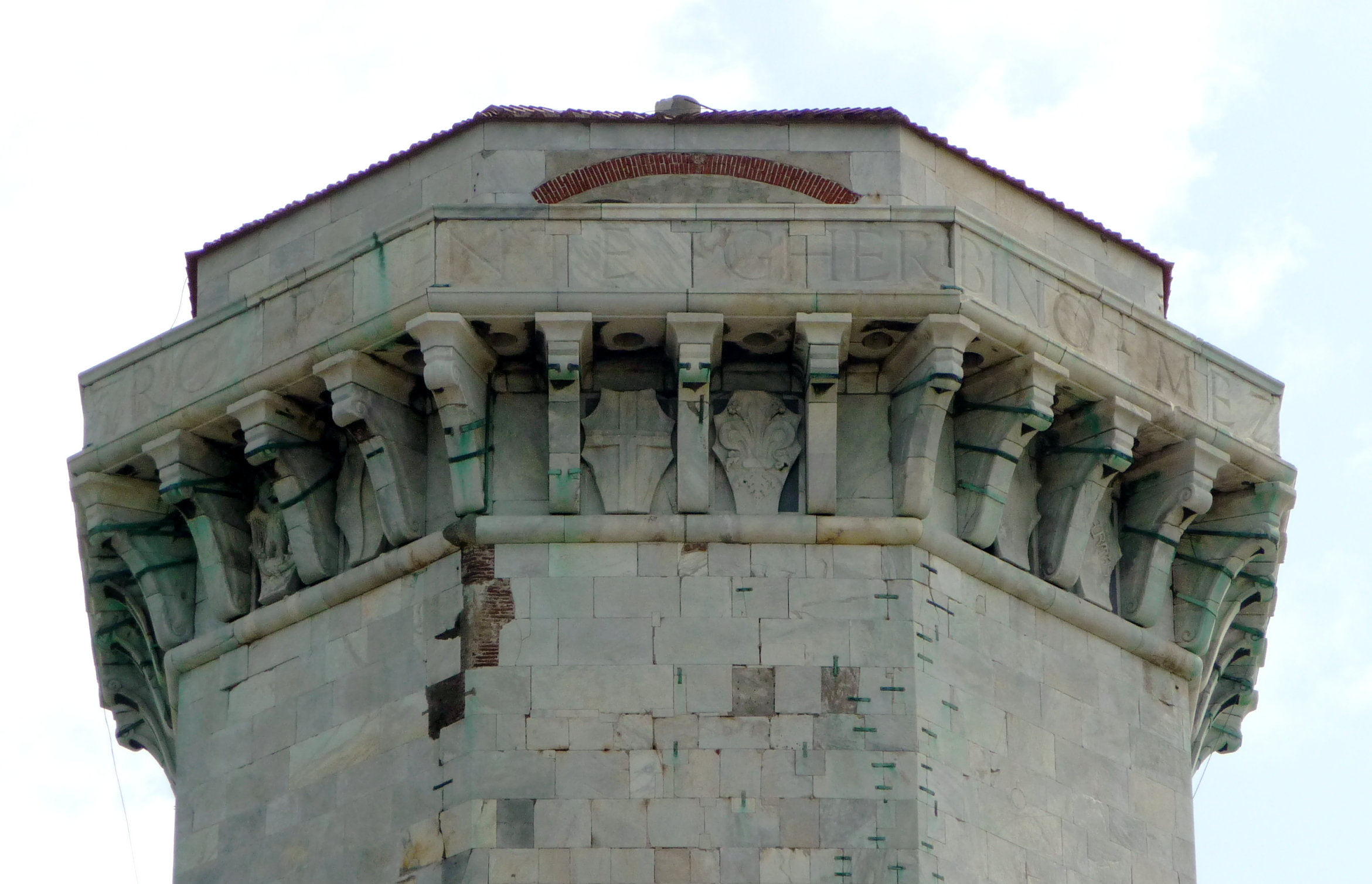
Ballatoio alla sommità

Di forma ottagonale, la torre si innalza su un basamento a tronco di piramide ed è chiusa alla sommità da un ballatoio aggettante (sorretto da una teoria di mensole) e da una copertura a cuspide.
La costruzione, alta circa 54 metri, ha un perimetro del fusto di 12 metri; è rivestita completamente in marmo bianco dei Monti Pisani e su ciascuno degli otto spigoli reca impresso il nome del vento a corrispondente a ciascun lato (Mezzodì, Iscilocho, Levante, Grecho, Tramotana, Maestro, Ponente, Gherbino). Sotto i ponti dei beccatelli dell'ultimo piano sono scolpiti i quattro emblemi fiorentini: il giglio, la croce del Popolo, il leone marzocco della Repubblica, l'aquila che ghermisce il drago della Parte Guelfa. Su ognuno degli otto lati si presenta solo una piccola finestra per piano, lasciando la totale vigilanza esterna su 360° all'ultimo piano, coperto dalla galleria perimetrale oggi scomparsa. 
Nel pavimento della galleria vi sono delle aperture circolari fornite di chiusini in pietra ad uso di piombatoie o caditoie con le quali era possibile colpire con pietre o liquidi bollenti chi si avvicinasse con intenzioni ostili al piede della torre.
Alla torre si accedeva, mediante un ponte levatoio posto all'altezza del primo piano e collegato ad una scala esterna, distaccata dalla facciata con una torretta isolata, e successivamente da una piccola porticciola posta sul lato meridionale, dalla quale si sale per una ripida e stretta scala in mattoni al primo piano.
All'interno conta di sette piani fuori terra ed è presente nelle fondamenta una cisterna per la raccolta dell'acqua pluviale che, scorrendo lungo le lisce pareti marmoree, veniva raccolta nel cordolo di marmo posto tra il fusto e il basamento a scarpa, dove un piccolo condotto la scaricava nel serbatoio sottostante.
Il fortino mediceo è successivo e la circonda con un andamento irregolare, seguendo la linea degli scogli del tempo, essendo allora la torre isolata dalla costa. Vi si accedeva solo per mare tramite un piccolo molo con scalo posto sul lato nord-est; all'interno del fortino si trovavano alcune costruzioni basse che venivano utilizzate come casotto della polvere, stanze del comandante, forno, corpo di guardia ed un vasto magazzino posto sotto il bastioncino meridionale sulla cui copertura era posta una batteria di spingarde. La piccola guarnigione era armata con sei cannoni, quattro spingarde e vari fucili e munizioni.
Sui lati nord-nordovest della torre si vedono ancora scolpiti stemmi ed iscrizioni che ricordano i vari comandanti del presidio:
- lato nord: 
  - "Begani Pietro Guardia doganale fece il 4 Aprile, 1867"
  - "18 b SALIBA 1669"
  - "Pelletti 1836"
  - "Memoria di Attilio Depetris il dì 18 9Bre"
  - "COSM. MED. DUX FLOR. W. SEMP"
  - piccolo stemma con aquila "Di Poggibonsi Menichino De Buonanni .F.F. [154]0 & 41 & 42"
- lato sud:
  - "STEFANO BENCREATI FU AL MARSSOCCO IDI 10 FEBBRAIO 1826"
  - "Landroni 1844"
  - "N PR 1839"
  - "Pietro Carlini A dì 21 aprile 1726"
- lato sud-ovest:
  - "A DI 7 A8OSTO 1810"
  - "D. G. G. 17S20 FUI P CAP IL PMO FEb"
- lato sud-est:
  - "GIROLAMI PIERI DA PIETRASANCTA 1674"
  - "PIERI DA PIETRASANCTA 1677"
  - "1715 a dì 2 marzo Vene per capitano comanda Vincenzo Trivelloni di Pontremoli"
  - "Del 1736 il 19 marzo il Sig. Te. Patrizio Fernandes di Roma prese la consegna per cas. della Torre del Marzocco."
  - "Del 1735 A| DI. 22 marzo il Sig. Tene. Nicolò GUIDI D. Barca prese la consegna per cas. della Torre del Marzocco."

Dal ballatoio sulla sommità nei giorni di maggiore visibilità si gode un panorama a 360° che abbraccia da Viareggio a Pisa, nell'interno fino a Cascina, le colline livornesi e verso sud fino all'Elba con le altre isole.

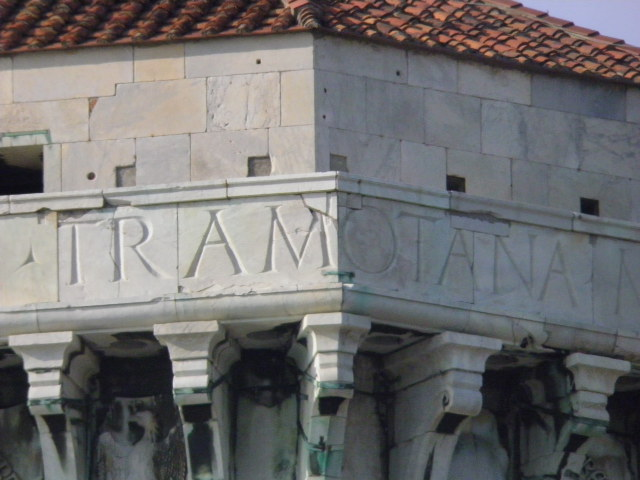
Spigolo rivolto a tramontana

## La Torre del Marzocco nel Cinema
Negli anni venti del Novecento, le acque antistanti la Torre del Marzocco, tra Calambrone e la Fortezza Vecchia, sono state teatro della battaglia navale del film Ben Hur (1925).